# Cueva de la Hoz
La cueva de la Hoz, o cueva de la Rata, es una cueva que contiene grabados y pinturas prehistóricas y restos arqueológicos, que se encuentra en el parque natural del Alto Tajo, más concretamente en el término municipal de Santa María del Espino, en las orillas del río Linares, a unos 1140 metros de altitud sobre el nivel del mar, en la provincia de Guadalajara, España. Siguiendo río abajo, unos 14 kilómetros, por el valle de los Milagros se encuentra la Cueva de los Casares, mayor y con mayor densidad de arte rupestre.
La cueva está protegida por una cancela metálica y no está permitida la visita a la misma para evitar el deterioro de los grabados y pinturas.

## Descripción física

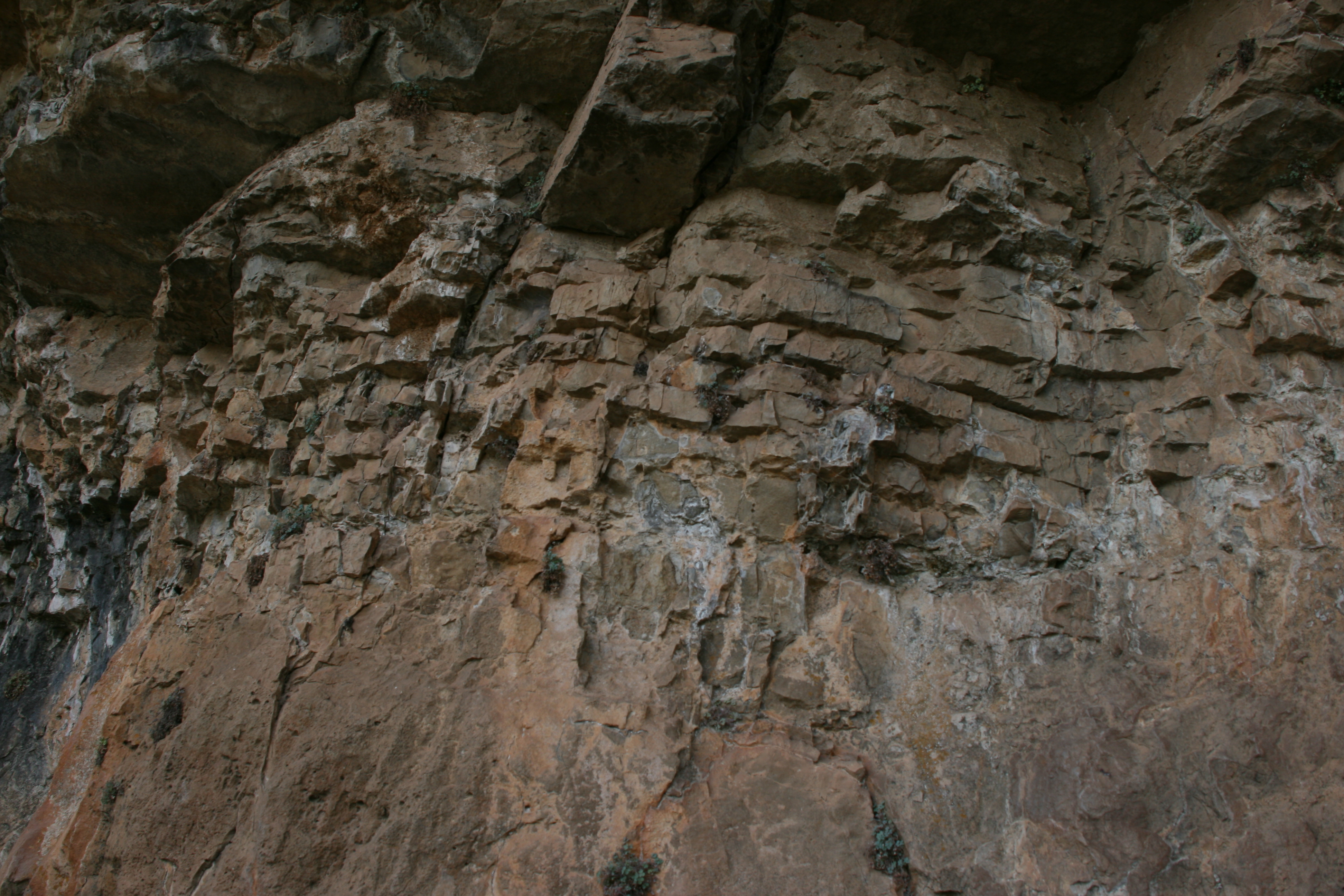
Detalle de la roca caliza de la pared donde se encuentra la cueva

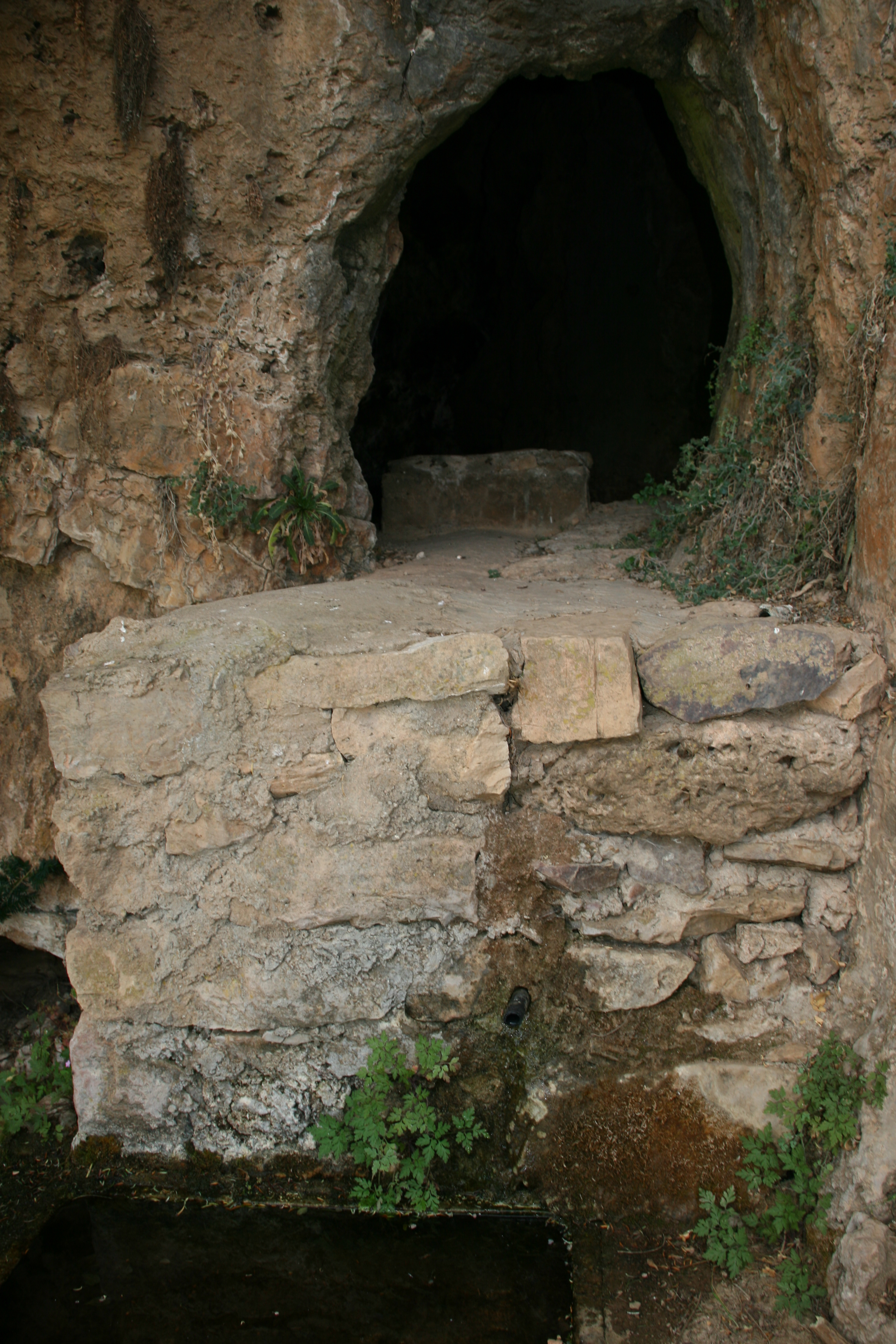
Manantial convertido en fuente en la entrada de cueva, sin casi caudal debido a la persistente sequía en la época de la foto (agosto de 2012)

La cueva se encuentra en el paraje conocido «barranco de la Hoz», por formar esta geomorfología el río Linares, o río Salado, entre las paredes calizas de las montañas circundantes. La boca de la cueva está a media altura de la pared izquierda de la hoz, en lo que podría ser un sinclinal.
Es una cueva kárstica activa, incluso se encuentran varios gours activos, además de los espelotemas más habituales (estalactitas, estalagmitas, coladas, etc.)
Dispone, al menos, de dos entradas comunicadas, formando una Y con el pasaje de la cueva. La cueva tiene un desarrollo pequeño, rondando los 156 metros, en un corredor estrecho. Dispone de dos pisos, si bien la galería superior se ha hundido sobre la inferior. Más de la mitad de cueva, la parte más alejada de la entrada, se encuentra ocupada por un lago, que es parte del riachuelo subterráneo que circula por toda la gruta y que desemboca en forma de manantial en la entrada principal.

## Pinturas y grabados
Los restos artísticos de la cueva se componen de grabados, pinturas y trabajos sobre el barro o paredes blandas conocidos como macarroni, y que en esta cueva se puede destacar la figura de un caballo con trazo profundo.
Los mejores grabados figurativos se encuentran en la derrumbada galería superior, a unos 80 metros de la entrada y antes de llegar al lago, mientras que en la galería inferior, y ya a la altura del lago, se encuentran signos abstractos grabados en blando, grabados finos y pinturas rojas.
Las figuras no abstractas son parciales o totales y cubren parte de la fauna local prehistórica, según indican Angulo y Merino (2011:128): équidos, bóvidos, cérvidos y cápridos.

## Yacimiento arqueológico
La cueva fue encontrada por D. Juan Cabré en 1933 junto a la cueva de los Casares y se publica el estudio en 1934, pasando a ser reconocidas como monumento a proteger en 1935, y en ese año Hugo Obermaier la presenta a la Real Academia de la Historia. Ya no se hace ningún trabajo que involucre a la cueva hasta 1959, y especialmente en 1966-1968 cuando Antonio Beltrán Martínez la excava junto a la cueva hermana, publicándose una monografía en 1973. Ya hasta 1991, y siguientes años, no se vuelve a trabajar sobre ella, cuando se hacen excavaciones y dataciones de los estratos.
A diferencia de la muy cercana cueva de Los Casares ésta no contiene restos paleontológicos ni paleoantropológicos, aunque sí restos arqueológicos. En 1994 Balbín Behrmann, Alcolea González y Cruz Naimí su excavación proporcionó cuatro placas decoradas, pero fuera de contexto, lo que no ayudaba a la datación, y hubo que hacerlo en base al estilo de los grabados sobre ellas. Los dibujos que se hallan son caballos, completos o parciales, una cierva, una vaca, un bóvido y un ojo ovalado. Se encontró otra placa en una excavación de la entrada, en este caso con équidos en ambas caras.

## Datación
Rodrigo de Balbín, en 1991, detectó niveles del Pleistoceno superior y Holoceno.
Las pinturas, grabados y plaquetas no tienen contexto alguno por lo que no han podido ser datadas, por lo que solo se puede aplicar comparación de los estilos encontrados con otras cuevas que sí tienen contexto arqueológico.
En la galería superior el grabado del caballo que por comparación estilística con otros de la península ibérica y con algunos grabados en arte mueble se situaría entre el Solutrense final o el Magdaleniense inicial.

## Conservación
La estructura de la cueva, los derrumbes, el lago, etc. hacen que la visita sea difícil por lo que nunca ha estado abierta al público en general, encontrándose cerrada por una cancela que impide el acceso incontrolado.